# تینهو (بازیکن فوتبال، زاده ۱۹۸۲)
آدسون آلوز دا سیلوا (به پرتغالی: Adson Alves da Silva) مهاجم اهل برزیل است که در شهر Juazeiro و در تاریخ ۲۴ نوامبر ۱۹۸۲ به دنیا آمده‌است.
آدسون آلوز دا سیلوا در تیم‌های فوتبال Juazeiro-BA سابقهٔ حضور دارد.